# Henric al III-lea de Leuven
Henric al III-lea de Louvain (n. 1060 – d. 1095, Tournai, Comitatul Flandra, Franța) a fost conte de Leuven de la 1078 până la moarte și din 1095 a fost primul landgraf de Brabant.

## Biografie
Henric a fost fiul contelui Henric al II-lea de Louvain și Bruxelles, cu Adela.
El a fost aliat prin căsătorie cu cei mai mulți dintre feudalii din jurul teritoriului său: el a fost cumnat cu contele Balduin al II-lea de Hainaut și ginere față de contele Robert I de Flandra. Episcopul de Liège, Henric de Verdun, ducea o politică pașnică. În acest context, Henric a avut condițiile pentru a se concentra asupra chestiunilor de politică internă ale teritoriului stăpânit de el, fără a fi amenințat din exterior. El a sprijnit fundațiile religioase din zonele occidentale și a luat măsuri legislative pentru reducerea nelegiuirilor.
După moartea contelui palatin de Lotharingia Herman al II-lea de Palatinat în 20 septembrie 1085, Henric a devenit landgraf de Brabant, un fief imperial situat între râurile Dender și Zenne.
În iulie 1095 Henric a luat parte la un turnir în Tournai. El a fost rănit mortal luptând împotriva lui Gosuin de Forest.

## Căsătorie și descendenți
Henric a fost căsătorit cu Gertruda de Flandra (n. 1080–d. 1117), fiică a contelui Robert I de Flandra cu Gertruda de Saxonia.
O genealogie a acelei vremi îi atribuie patru fiice (nenominalizate). Deoarece la conducerea Comitatului de Leuven i-a succedat fratele său, Godefroi, se presupune că Henric nu a avut niciun fiu ca moștenitor. S-a sugerat că printre fiicele sale s-ar fi aflat: 
- Adelaida, căsătorită cu ducele Simon I de Lorena;
- Gertruda, căsătorită cu contele Lambert de Montaigu și Clermont.

Rămasă văduvă, Gertruda de Flandra s-a recăsătorit în 1096 cu ducele Theodoric al II-lea de Lorena (d. 1115) și a devenit mama lui Thierry de Alsacia, conte de Flandra.

## Biografie
- Eljas Oksanen: Flanders and the Anglo-Norman World, 1066-1216., Cambridge University Press, 2012.
- Alphonse Wauters: Henri III, vol. 9, Académie royale de Belgique, Bruxelles, 1887, p. 101-105.